# Androne (medico)
Androne (in greco antico: Ἄνδρων?, Ándron; fl. I secolo a.C.) è stato un medico greco antico.
Androne è menzionato da Ateneo di Naucrati e alcune sue prescrizioni mediche sono state riportate da Aulo Cornelio Celso, Galeno, Celio Aureliano, Oribasio, Paolo di Egina e da altri scrittori antichi. Recentemente è stato identificato con Andrea di Caristo.